# ألبرت غليزس
ألبرت غلايزس (بالفرنسية: Albert Gleizes)‏ وهو فنان ومناظر وفيلسوف مهندس فرنسي ولد في يوم 8 ديسمبر 1881 في عاصمة فرنسا باريس وهو مؤسس فن تكعيبية وهو الذي ادخلها للدراسة في المدارس الفرنسية، وكان هو وجيان ميتزنغر أول من كتبوا إطروحة حول التكعيب وإسمها دو كوبسيم في سنة 1911 وأسسوا مجموعة سيكشن د أو لغرض تصميم الأشكال المكعبة وكذلك كان عضو في مجموعة دير شتورم في ألمانيا زقد كان لهُ خبرة في تصميم منازل باوهاوس، كما أنه قضى فترة من حياته في نيويورك في الولايات المتحدة وصمم هُناك عدة أشكال، توفي ألبرت في يوم 23 يونيو 1953 في بلدة سان ريمي دو بروفنس.

## روابط خارجية
- ألبرت غليزس على موقع الموسوعة البريطانية (الإنجليزية)
- ألبرت غليزس على موقع ديسكوغز (الإنجليزية)